# Andreas Vogler (arquitecto)
Andreas Vogler (nacido el 15 de enero de 1964 en Basilea) es un arquitecto, diseñador y artista suizo. Fundador y director del estudio de arquitectura y diseño, Andreas Vogler Studio.

## Primeros años
Andreas Vogler creció en Basilea, Suiza. Después de varios semestres de estudios en Historia del Arte y Literatura, Vogler trabajó como diseñador de interiores en Alinea AG en Basilea. Durante 1988-1994 estudió arquitectura en la Escuela Politécnica Federal de Zúrich (Eidgenössische Technische Hochschule) pasando un semestre de intercambio en la Escuela de Diseño de Rhode Island (RISD) en los Estados Unidos, donde se graduó con un proyecto de diploma enfocado en una Estación Meteorológica prefabricada y enérgicamente independiente, ubicada en Weissﬂuhjoch/Arosa.

## Carrera
En 1995 trabajó para Ingenhoven Architekten Christoph Ingenhoven en Düsseldorf, y desde 1995 hasta 1996 para Richard Horden Associates, ahora Horden Cherry Lee Architects en Londres. Más tarde se desempeñó como profesor e investigador asistente en el instituto del Profesor Richard Horden en la Universidad Técnica de Múnich hasta 2002. Allí enseñaba microarquitectura e inició y dirigió varios estudios de diseño sobre arquitectura aeroespacial, centrándose en la habitabilidad a bordo de la Estación Espacial Internacional, y en estudios para futuros hábitats en Marte junto con la Administración Nacional de la Aeronáutica y del Espacio (NASA). Los estudiantes involucrados pudieron probar sus prototipos en vuelos parabólicos de prueba en el Centro Espacial Johnson de la NASA. Durante el tiempo en la Universidad Técnica de Múnich Vogler publicó varios artículos sobre arquitectura del espacio y sometió varias competiciones de la arquitectura premiadas. Durante 2003-2005 trabajó como profesor invitado en la Real Academia de Bellas Artes de Dinamarca, Escuela de Arquitectura en Copenhague, haciendo investigación sobre viviendas prefabricadas. En 2004, enseñó en la Universidad de Hong Kong.Y durante 2005-2006 formó parte del grupo de investigación Concept House de la Universidad Técnica de Delft.
Vogler ha participado en numerosas conferencias internacionales sobre temas desde arquitectura aeroespacial y transferencia tecnológica hasta arquitectura y la sostenibilidad en la arquitectura. Organizó también conferencias internacionales y dirigió talleres sobre una variedad de temas relacionados. En 2008 él y Vittori impartieron un curso de licenciatura sobre Diseño Industrial en la Universidad de Roma La Sapienza y la Universidad IUAV de Venecia. Es miembro de la Cámara de Arquitectos de Baviera (ByAK-Bayerische Architektenkammer), del Deutscher Werkbund y del Instituto Americano de Aeronáutica y Astronáutica.

## Arquitectura y Visión
En 2002, Vogler comenzó a colaborar con el arquitecto italiano Arturo Vittori, con quien fundó en 2003 Architecture and Vision, un estudio internacional y multidisciplinar de arquitectura y diseño, dedicado al desarrollo de soluciones innovadoras y a la ttransferencia tecnológica entre diversos campos de la industria aeroespacial y sus aplicaciones terrestres. En 2006, un prototipo de la tienda para ambiente extremo, DesertSeal (2004), se convirtió en parte de la colección permanente del Museo de Arte Moderno de Nueva York, después de ser presentado en SAFE: Design Takes on Risk  (2005), comisariado por Paola Antonelli. En el mismo año, el Museo de Ciencia e Industria de Chicago eligió a Vogler y Vittori como “Modernos Leonardo" para su exposición Leonardo da Vinci: Hombre, Inventor, Genio. En 2007, un modelo del hábitat hinchable MoonBaseTwo (2007) (desarrollado para permitir la exploración a largo plazo en la Luna), fue adquirido para la colección del Museo de Ciencia e Industria de Chicago; mientras que MarsCruiserOne (2007), el diseño para un de laboratorio presurizado para la exploración humana de Marte, se mostró en el Centre Georges Pompidou en París, como parte de la exposición "Airs de Paris" (2007).

## Andreas Vogler Studio
En enero de 2014, Vogler formó independientemente Andreas Vogler Studio, una firma internacional y multidisciplinar especializada en arquitectura, transporte y diseño, ubicada en Múnich, Alemania. Andreas Vogler Studio, junto con el Centro Aeroespacial Alemán DLR, participó en la competencia de transporte GB Railway’s "Tomorrow's Train Design Today"  y fue nombrado finalista el 8 de abril de 2015. AEROLINER 3000 sigue la aplicación consecuente del pensamiento de estructura ligera en el mundo ferroviario. El desarrollo de una combinación de varios elementos singulares relacionados con la aerodinámica, la locomoción, la estructura, los sistemas de control interactivos e incluso la psicología de los pasajeros. Todos estos aspectos serán orquestados bajo el paraguas de un diseño moderno y una cultura de ingeniería informada sobre pensamiento de estructura ligera.

## Proyectos
2017
- Apartamento privado en Berlín

2016
- Aeroliner3000, fase de demostración
- Swiss Residence en Múnich
- Swiss Club Múnich, diseño interiores

2015
- Aeroliner3000, estudio de factibilidad
- Swiss-A-Loo
- EyeInTheSky - Escultura electrónica para ArsTechnica

2014
- Aeroliner3000, finalista en Tomorrow's Train Design Today, 2014-2016 (proyecto en curso), Reino Unido
- SwissConsulate, Consulado Suizo en Múnich, Alemania

2013
- OR of the Future, UIC, Chicago, EE. UU.

2012
- WarkaWater, Bienal de Venecia, Venecia, Italia

2011
- LaFenice, Messina, Sicilia, Italia
- AtlasCoelestisZeroG, Estación Espacial Internacional
- Corsair International, París, Francia

2009
- AtlasCoelestis, Sullivan Galerías, Chicago, Illinois
- MercuryHouseOne, Bienal de Venecia, Venecia, Italia
- FioredelCielo, Macchina di Santa Rosa, Viterbo, Italia

2007
- Birdhouse, Bird House Foundation, Osaka, Japón

2006
- DesertSeal, colección permanente, Museo de Arte Moderno (MoMA), Nueva York

## Exhibiciones destacadas
2015
- EyeInTheSky, ArsTechnica2015, Unterhaching, Alemania, 15-17 de mayo de 2013
- De las Pirámides a la Nave Espacial, exposición itinerante
- Museo de los Niños Heliópolis, El Cairo, Egipto, 21 de febrero - 25 de abril
- Parlamento de Bucarest, ROCAD, Bucarest, Rumania, 15-19 de mayo
- Futuro Textiles, Cité des Sciences et de l'Industrie, París, Francia, 6 de febrero - 30 de septiembre de 2012
- De las Pirámides a la Nave Espacial, exposición itinerante
- Instituto Cultural Italiano, Hamburgo, Alemania, 28 de marzo - 4 de abril
- Robert A. Deshon y Karl J. Schlachter Biblioteca para Design, Architecture, Art, and Planning (DAAP), Universidad de Cincinnati, Cincinnati, EE. UU., 20 de abril - 11 de mayo
- Istituto Italiano di Cultura, Addis Abeba, Etiopía, del 11 al 25 de mayo
- American University, El Cairo, Egipto, noviembre 19-26
- La Nueva Biblioteca de Alejandría, Alejandría, Egipto, 29 de noviembre - 15 de enero de 2013
- Born out of Necessity, MoMA Museo de Arte Moderno, Nueva York, EE. UU., 2 de marzo de 2012 - 28 de enero de 2013
- AtlasCoelestisZero, Istituto Italiano di Cultura, San Francisco, EE. UU., 17 de abril - 1 de mayo
- WarkaWater, Palazzo Bembo, 13th Int. Bienal de Arquitectura Venecia, Italia, 29 de agosto - 25 de noviembre de 2011
- De las Pirámides a la Nave Espacial, exposición itinerante, Galería de Arte Beihang, Beijing, China, 21 al 31 de marzo
- Festival de Ciencia y Tecnología de Shanghái, Pudong Expo, Shanghái, China, 13-22 de mayo
- Living - Fronteras de la Arquitectura III-IV, Museo de Louisiana, Humlebaek, Dinamarca, 1 de junio - 2 de octubre de 2010
- De las Pirámides a la Nave Espacial, exposición itinerante, Museo Goldstein del diseño, Minneapolis, Minnesota, los EE. UU., 14 de marzo - 2 de mayo
- Instituto Cultural Italiano en Tokio, Japón, 21 de junio - 3 de julio
- Centro de Ciencias de los Grandes Lagos, Cleveland, Ohio, EE. UU., 15 de octubre - 13 de enero de 2011
- Deutscher Pavillon, Bienal de Arquitectura Venecia, Italia, 25 de agosto - 21 de noviembre de 2009
- De las Pirámides a la Nave Espacial, exposición itinerante, Instituto cultural italiano, Chicago, Illinois, EE. UU., del 13 de marzo al 22 de abril
- Swissnex, San Francisco, California, EE. UU., 30 de abril - 20 de mayo
- Seúl Design Olympiad 2009, Seúl, Corea, 9-29 de octubre
- MercuryHouseOne, 53.ª Bienal de Arte Venecia, Isla de San Servolo, Venecia, Italia, 2 de septiembre - 20 de octubre,
- FioredelCielo, Palazzo Orsini, Bomarzo, Italia, 5 de septiembre - 7 de septiembre
- ACADIA, Escuela del Instituto del Arte Chicago, EE.UU., 25 de septiembre - 9 de enero de 2010

2008
- Quince Arquitectos Romanos, Nuevos Retos para la Ciudad del Mañana, come se Gallery, Roma, Italia, del 14 al 30 de marzo
- Le Città del Futuro (Ciudades del Mañana), Parco della Musica, Roma, Italia, 1 de marzo de 2007
- 2057, l’espace des 50 prochaines années,Cité de l’Espace, Toulouse, Francia, 27 de noviembre - 4 de febrero de 2008
- Istanbul Design Week 2007, Estambul, Turquía, 4-10 de septiembre
- Air de Paris, Centro Pompidou, París, Francia, 25 de abril - 15 de agosto de 2006
- FuturoTextiles, Tri Postal, Lille, Francia, 14 de noviembre - 14 de enero de 2007
- Abenteuer Raumfahrt, Landesmuseum für Technik und Arbeit, Mannheim, Alemania, 28 de septiembre - 9 de abril de 2007
- Leonardo: Man, Inventor, Genius, Modern-day Leonardos, Museo de Ciencia e Industria, Chicago, EE. UU., 14 de junio - 4 de septiembre de 2005
- SAFE: Design Takes on Risk, MoMA Museo de Arte Moderno, Nueva York, EE. UU., 16 de noviembre - 2 de enero de 2006